# فدراسیون شمشیربازی ارمنستان
فدراسیون شمشیربازی جمهوری ارمنستان (ارمنی: Հայաստանի սուսերամարտի ֆեդերացիա) که با نام فدراسیون شمشیربازی ارمنستان نیز شناخته می‌شود، نهاد تنظیم‌کننده ورزش شمشیربازی در ارمنستان می‌باشد که توسط کمیته المپیک ارمنستان اداره می‌شود و مقر آن در شهر ایروان واقع شده است.

## تاریخچه
این فدراسیون در سال میلادی تأسیس شد و ریاست فعلی آن را آرمن گریگوریان برعهده دارد. این فدراسیون عضو کامل فدراسیون جهانی شمشیربازی و کنفدراسیون شمشیربازی اروپایی می‌باشد. 
ارمنستانی در مسابقات قهرمانی در سطوح مختلف اروپایی و بین‌المللی از جمله در مسابقات قهرمانی جهانی و بازی‌های المپیک تابستانی شرکت می‌کنند.